# Eurema nicippe

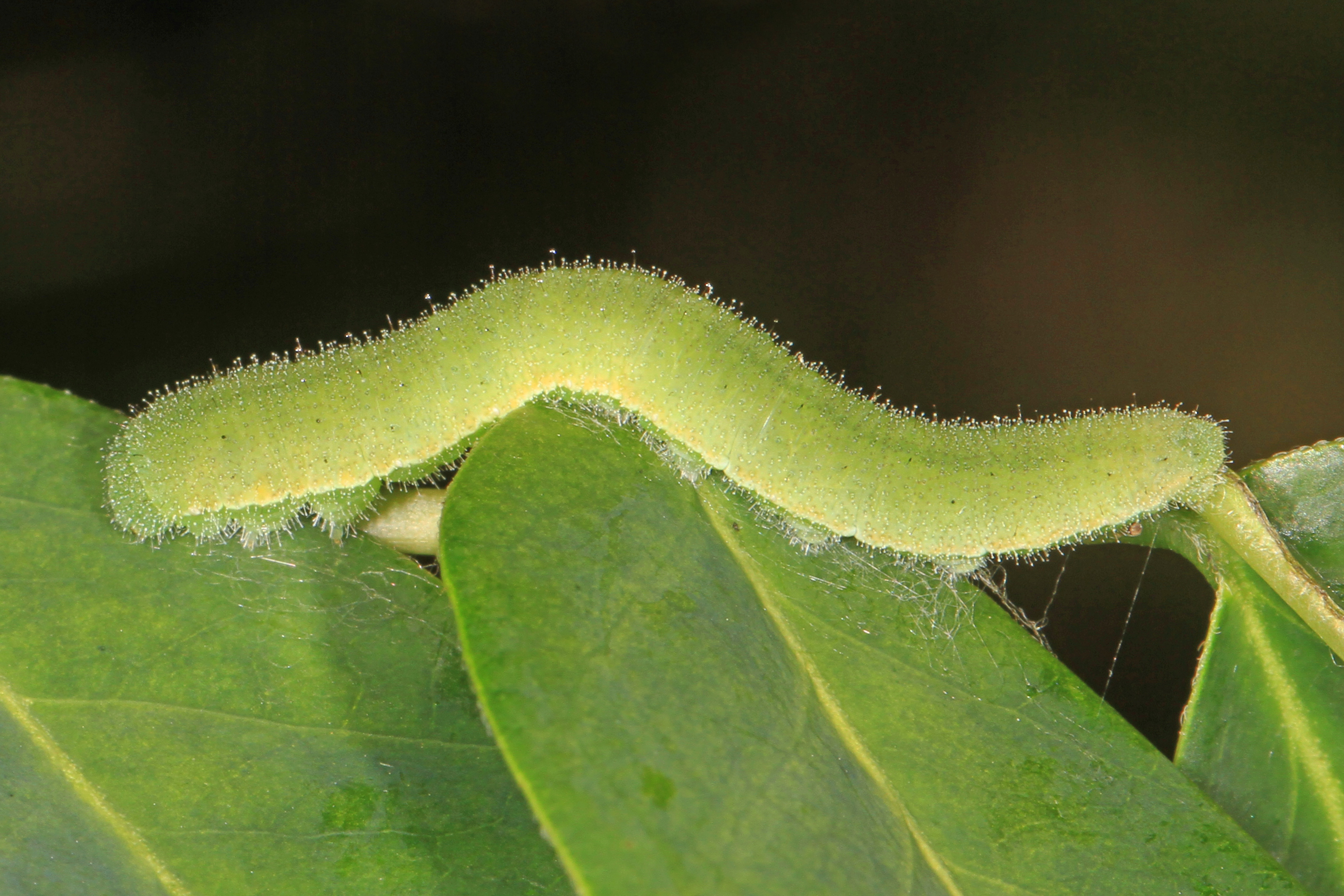
Raupe

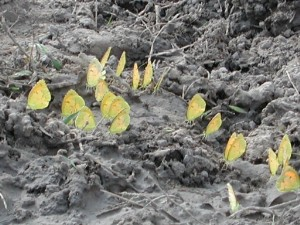
Falter an feuchter Erdstelle

Eurema nicippe ist ein in Nord- und Mittelamerika vorkommender Schmetterling (Tagfalter) aus der Familie der Weißlinge (Pieridae).

## Merkmale

### Falter
Die Falter erreichen eine Flügelspannweite von 35 bis 57 Millimetern. Zwischen den Geschlechtern besteht kein Sexualdimorphismus. Die Grundfarbe aller Flügeloberseiten ist gelb bis gelborange. Von der Mitte des Vorderrandes und des Apex der Vorderflügel verläuft ein breites schwarzbraunes Band entlang des Saums, das sich auf den Hinterflügeln kräftig fortsetzt. Ein schmaler, länglicher schwarzer Diskalfleck hebt sich deutlich ab. Die Flügelunterseiten sind nahezu zeichnungslos, lediglich einige sehr kleine bräunliche oder rötliche Flecke sind zuweilen vorhanden. In der Sommersaison sind sie gelb, während sie in der Wintersaison ockerfarben bis hell rötlich braun gefärbt sind.

### Ei, Raupe, Puppe
Die Eier haben die Form eines länglichen Rotationsellipsoids und eine weißliche bis gelbliche Farbe. Junge Raupen sind grün gefärbt und zeigen viele kleine weiße Punkte sowie einen weißen Seitenstreifen. Ausgewachsenen sind sie ebenfalls grün gefärbt und haben einen weißgelben Seitenstreifen. Die gesamte Körperoberfläche ist mit sehr kurzen hellen Härchen überzogen. Die Puppe ist als Gürtelpuppe ausgebildet und hat zunächst eine grüne Farbe, von der sich eine weißliche Seitenlinie und sehr kleine schwarze Punkte abheben. Der Kopf ist spitz, die Flügelscheiden ragen hervor. Kurz vor dem Schlüpfen scheint das Flügelmuster bereits durch die Flügelscheiden hindurch.

## Verbreitung und Lebensraum
Das Vorkommensgebiet der Art erstreckt sich von Kalifornien, Texas  und Florida Richtung Süden bis nach Mittelamerika einschließlich der Großen Antillen. Einzelne nach Norden gewanderte Exemplare wurden in Wyoming und Ontario gefunden.
Eurema nicippe besiedelt in erster Linie offene Feldlandschaften, Trockengebüschzonen, Ödländereien, Gärten und Straßenränder.

## Lebensweise
Die Falter fliegen in mehreren aufeinander folgenden Generationen das ganze Jahr hindurch. Die Spätsommergeneration überwintert in den meisten Vorkommensgebieten als Falter. Beide Geschlechter saugen zur Nahrungsaufnahme gerne an Blüten, beispielsweise an Behaartem Zweizahn (Bidens pilosus) oder Wandelröschenarten (Lantana). Zuweilen suchen sie in großer Anzahl feuchte Erdstellen auf, um Flüssigkeit und Mineralstoffe aufzunehmen. Die Weibchen legen die Eier einzeln an der Unterseite von Blättern oder an Blütenknospen der Nahrungspflanzen ab. Die Raupen leben einzeln und ernähren sich von den Blättern verschiedener Hülsenfrüchtler (Fabaceae), dazu zählen Kassien (Cassia) und Klee (Trifolium). Die Falter haben mitunter einen sehr gemächlichen Flugstil (schläfrig), weshalb sie im englischen Sprachgebrauch als Sleepy Orange bezeichnet werden.